# Sokółki (powiat ełcki)
Sokółki (niem. Sokolken, 1938–1945 Stahnken) – wieś w Polsce położona w województwie warmińsko-mazurskim, w powiecie ełckim, w gminie Prostki.
W latach 1975–1998 miejscowość należała administracyjnie do województwa suwalskiego.
Przez miejscowość przepływa Różanica, do której, także tutaj, wpada Bocianka.